# Callilepis imbecilla
Callilepis imbecilla es una especie de araña araneomorfa del género Callilepis,  familia Gnaphosidae. Fue descrita científicamente por Keyserling en 1887.
Se distribuye por los Estados Unidos. La especie se mantiene activa durante los meses de enero, abril, mayo, junio, julio, agosto, septiembre y octubre.